# Вайнсберг
Вайнсберг (нем. Weinsberg) — город в Германии, в земле Баден-Вюртемберг.
Подчинён административному округу Штутгарт. Входит в состав района Хайльбронн. Подчиняется управлению «Раум Вайнсберг». Население составляет 11 581 человек (на 31 декабря 2010 года). Занимает площадь 22,22 км². Официальный код — 08 1 25 102.
Город подразделяется на 3 городских района.

## История

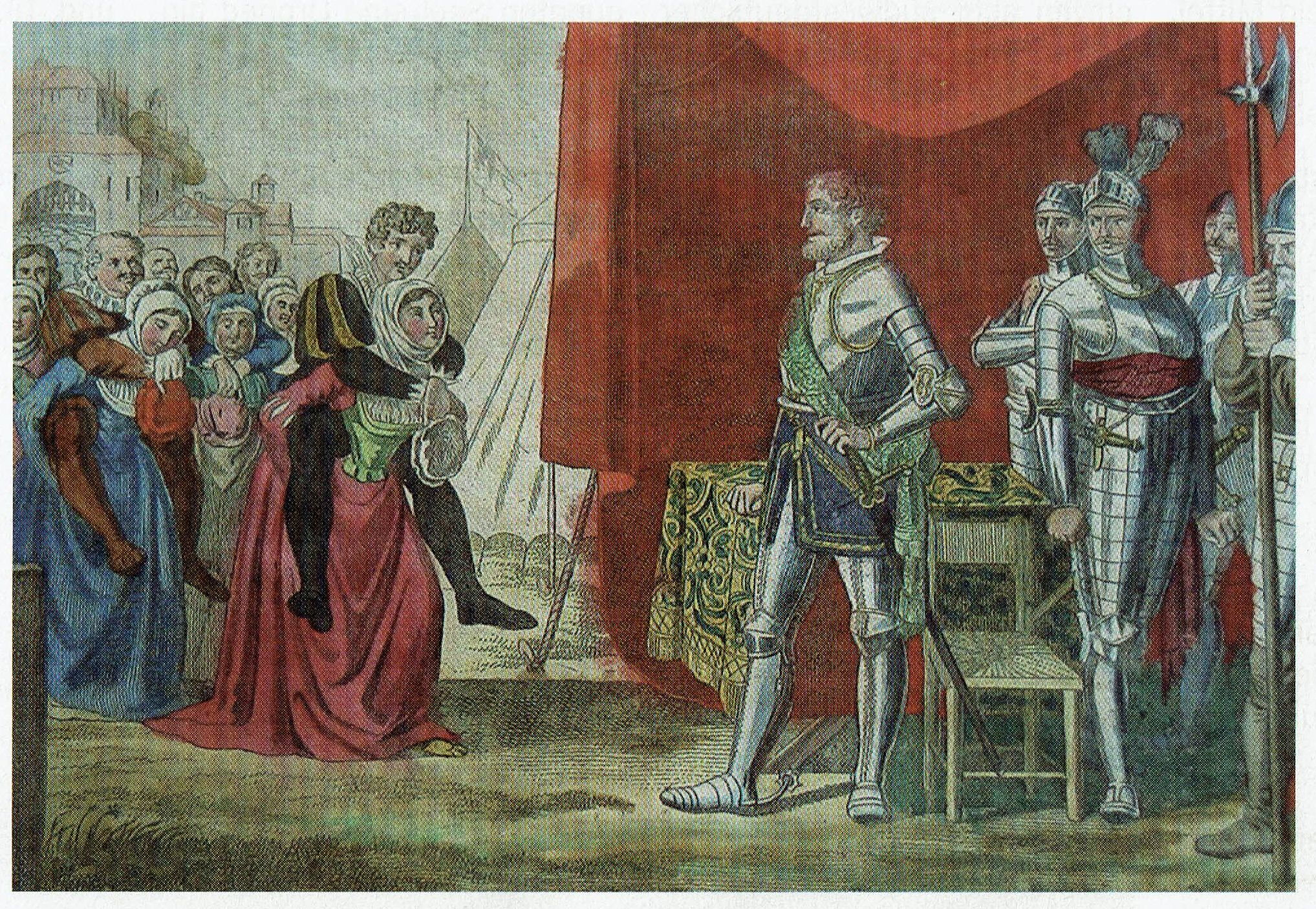
Финал осады Вайнсберга

На возвышенности лежат живописные развалины замка Вейбертрой («женская верность»). Предание гласит, что король Конрад III (1140), раздраженный упорным сопротивлением осаждаемого им Вайнсберга, приговорил к смерти все мужское население и только женщинам позволил свободно оставить город, взяв с собой то, что они смогут унести на себе. Женщины вынесли на спинах своих мужей и таким образом спасли их. В городской церкви находится картина, изображающая это событие (написана в 1659 году). 
В 1823 году, по инициативе Юстинуса Кернера, основано женское общество (Weibertreu-Verein) для помощи бедным женщинам, известным своею самоотверженностью и преданностью. История с осадой города императором Конрадом III в своё время послужила сюжетом одной из серий рекламного цикла Тимура Бекмамбетова «Всемирная история, Банк Империал».
С 1646 года город принадлежит к вюртембергским владениям.

## Города-побратимы
- Кариньян (Франция)

## Фотографии

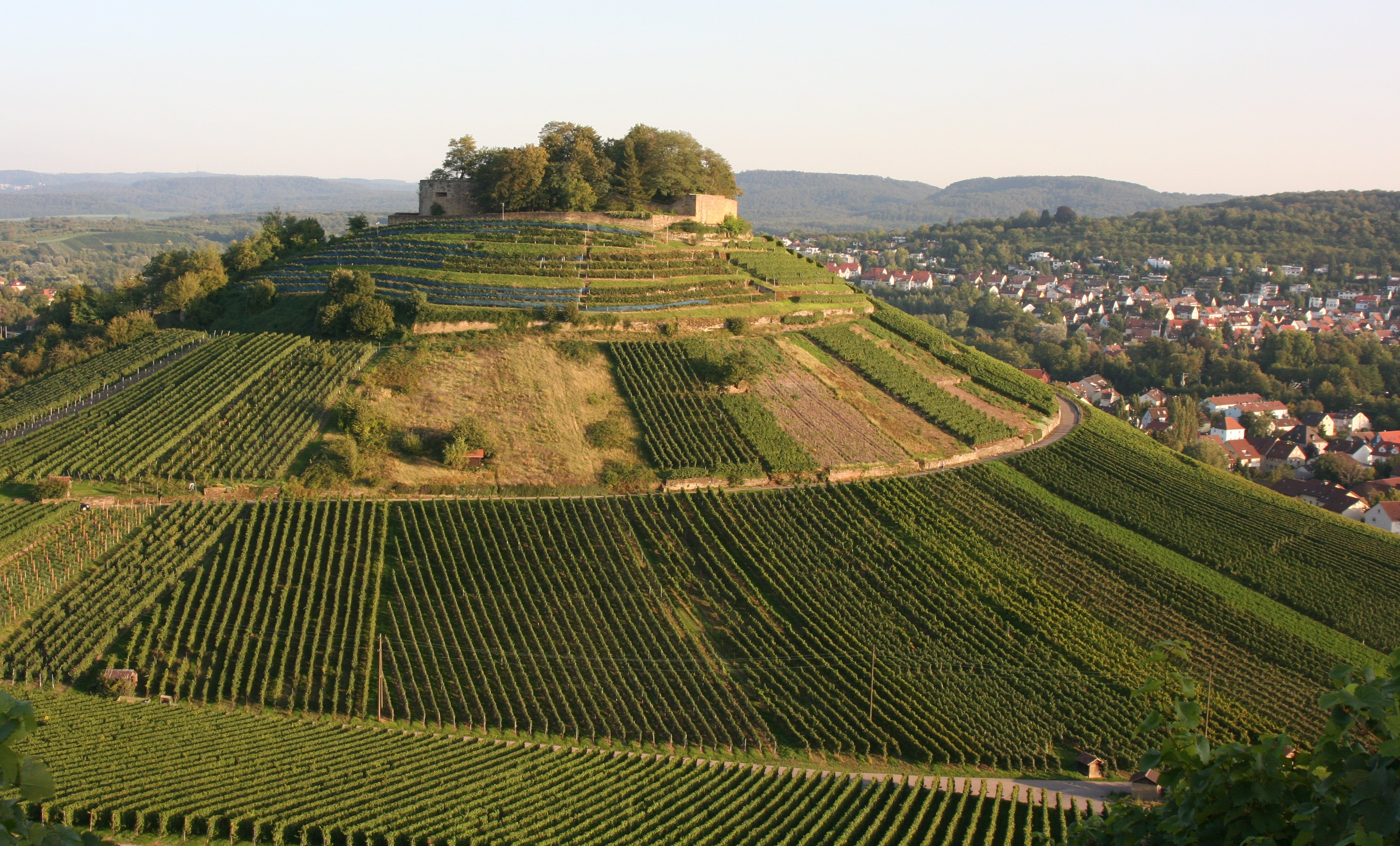
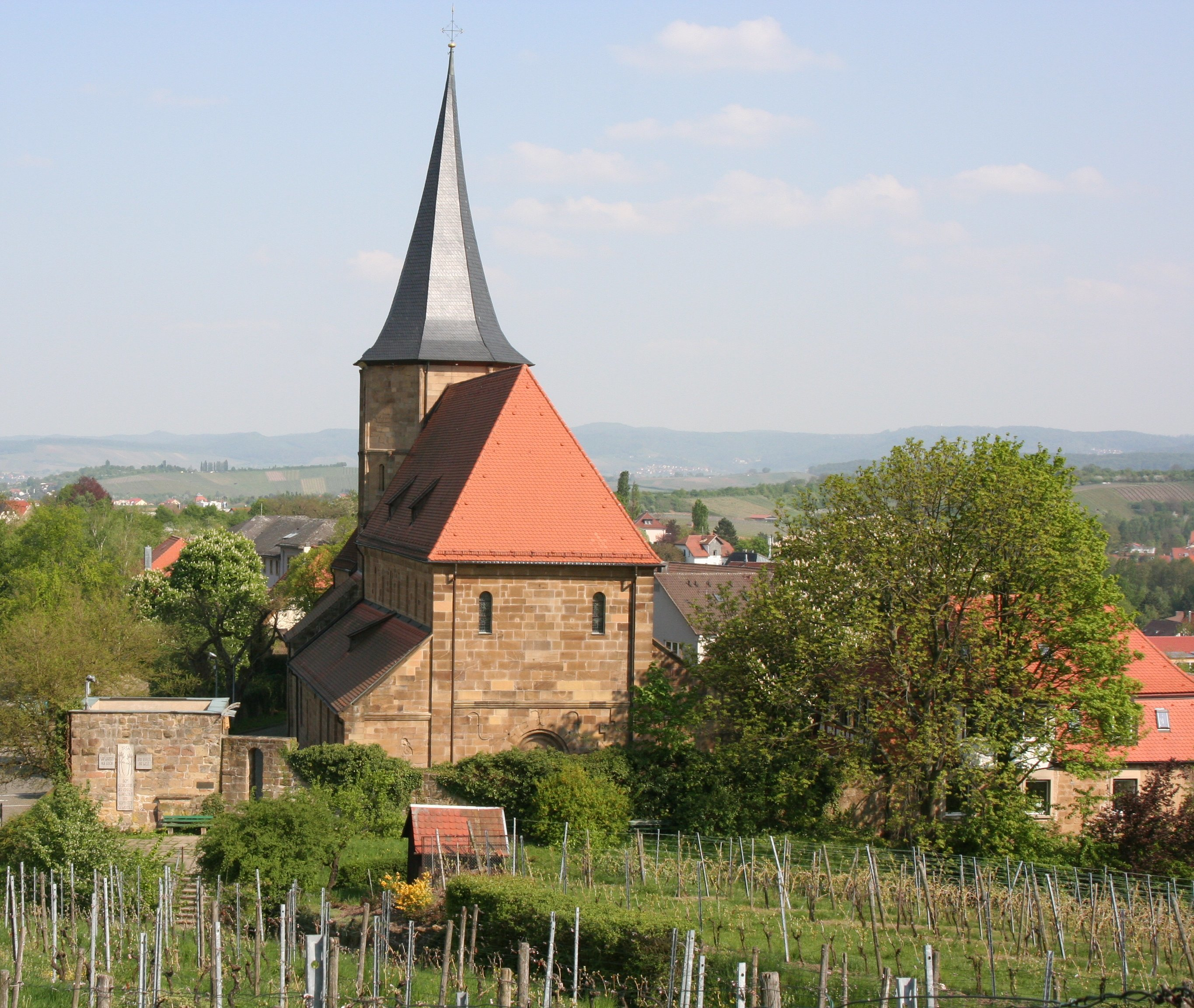
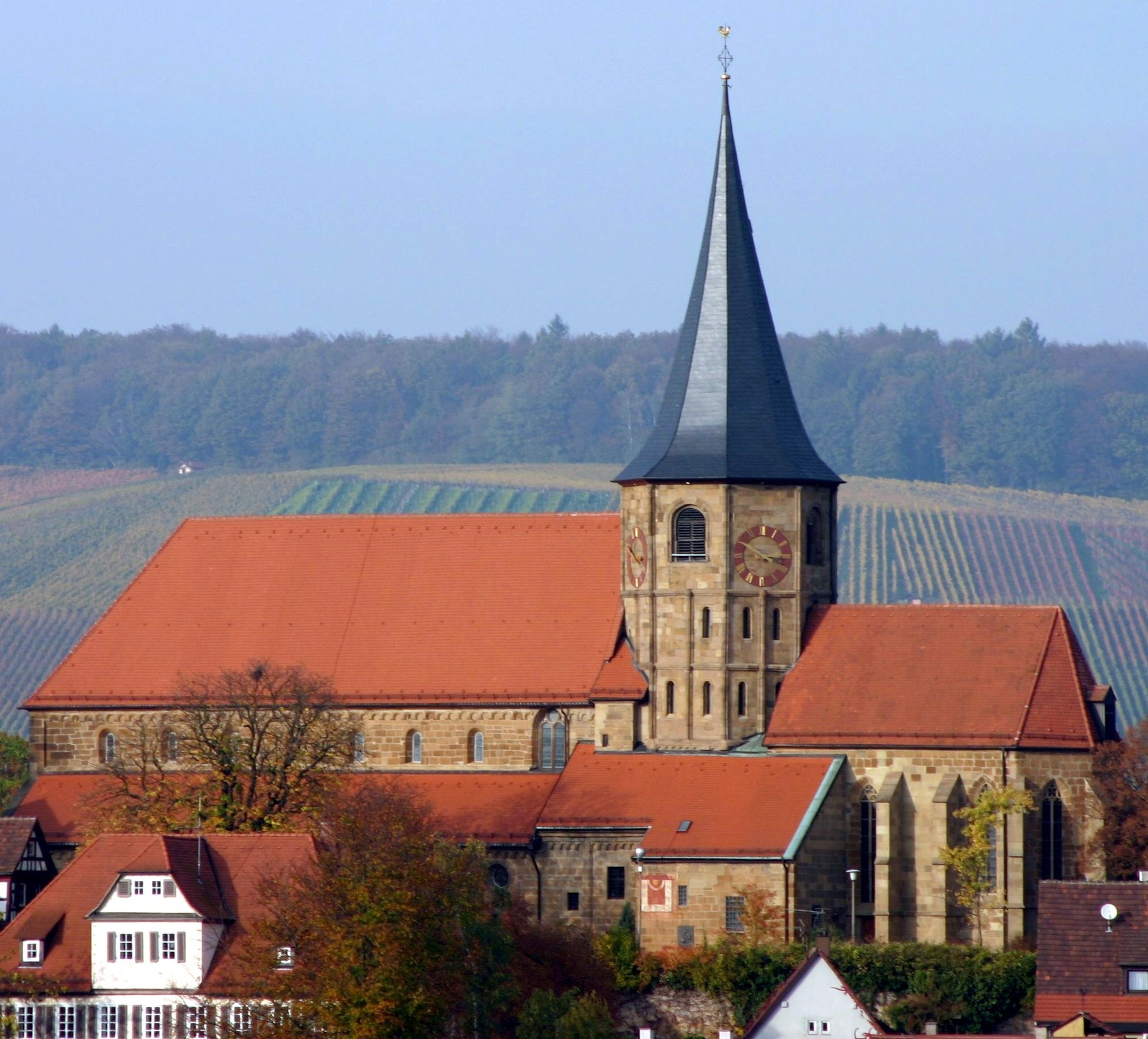
Церковь
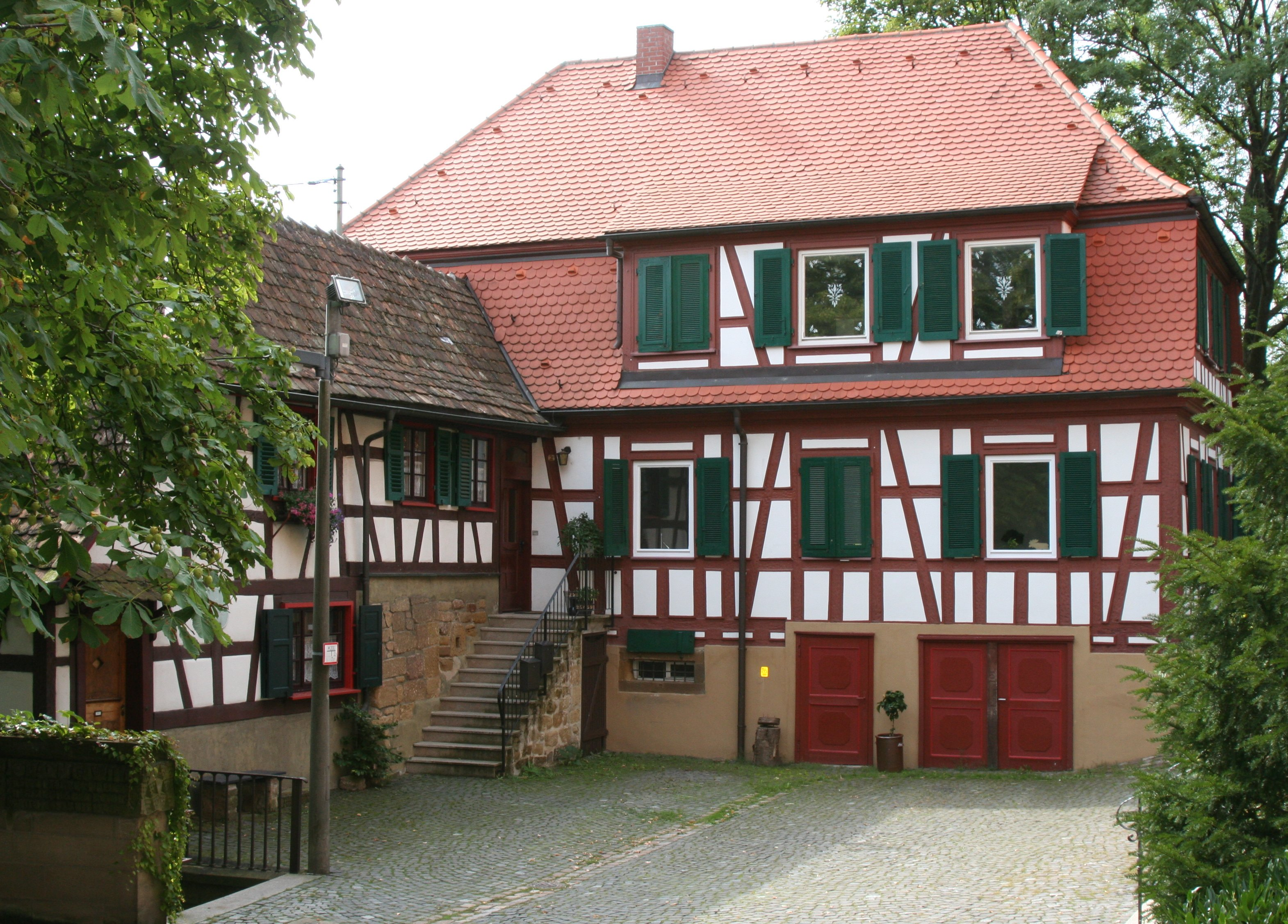